# Macrolobium taxifolium
Macrolobium taxifolium är en ärtväxtart som beskrevs av George Bentham. Macrolobium taxifolium ingår i släktet Macrolobium och familjen ärtväxter. Inga underarter finns listade i Catalogue of Life.